# 2-й Амбулаторный проезд
Второ́й Амбулато́рный прое́зд (название утверждено 24 октября 1958 года) — проезд в Северном административном округе города Москвы на территории района Аэропорт. Примыкает к 3-му Балтийскому переулку.

## Происхождение названия
Назван по находящемуся вблизи Амбулаторному переулку, который в свою очередь получил название от расположенной там амбулатории.

## Здания и сооружения
По нечётной стороне:
По чётной стороне:
- дом 8А — паровозное депо «Подмосковная», на его территории установлен памятник воинам-железнодорожникам

## Транспорт
- Станции метро:
  - «Сокол»
  - «Аэропорт»
- Железнодорожная платформа Рижского направления Московской железной дороги «Красный Балтиец».